# Khalid de Zanzíbar

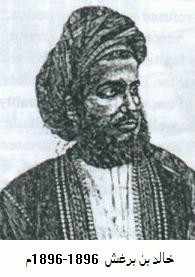
El sultán Khalid ibn Barghash de Zanzíbar.

Sayyid Khalid ibn Barghash Al-Busaid (1874 – 1927) (en árabe: خالد بن برغش البوسعيد‎) fue el sexto sultán de Zanzíbar y el hijo mayor del segundo sultán de Zanzíbar, Barghash ibn Said.
Después de la muerte de su tío Alí ibn Said al-Busaid, sultán de Zanzíbar desde 1890 a 1893, Khalid intentó apoderarse por primera vez del poder mediante una revuelta palaciega, opuesta al protectorado británico creado en 1890. Sin embargo, este intento fue abortado debido a la presentacia de un batallón de la marina británica situado en Zanzíbar. Su primo Hamad ibn Thuwaini fue situado en el trono por los británicos, lo que llevó a Khalid a aproximarse a los alemanes.
Khalid se apoderó del poder tras la inesperada muerte de su primo Hamad en 1896, que muchos autores sospechan que fue envenenado por Khalid. El sultán Hamad ibn Thuwaini había sido favorable a los intereses británicos y de hecho, las autoridades británicas preferían como sucesor a Hamud ibn Muhammad, otro de los primos de Barghash. De acuerdo con un tratado firmado en 1886 una de las condiciones para acceder al trono del sultanato de Zanzíbar era que el candidato obtuviera el permiso del cónsul británico, y Khalid no había cumplido esta condición. Rechazando las exhortaciones británicas, Khalid se proclamó sultán de Zanzíbar y gobernó como tal entre el 25 y el 27 de agosto de 1896.
El Reino Unido se negó a reconocer a Khalid como sultán, lo que provocó el estallido de la Guerra Anglo-Zanzibariana en la que el palacio y el harén de Khalid fueron bombardeados por los barcos de guerra británicos durante unos 38 minutos, matando a unos 500 defensores, antes de recibir la rendición. Durante el bombardeo Khalid había huido para refugiarse en el consulado alemán, donde recibió asilo político y fue trasladado al África Oriental Alemana donde recibió asilo político.  Los partidarios de Khalid fueron castigados pagando el coste de los daños producidos por los bombardeos y saqueos que fueron estimados en 300.000 rupias.
Tras la huida de Khalid, los británicos pusieron en el trono de Zanzíbar a su otro primo omaní, Hamud ibn Mohammed ibn Said Al-Busaidi.
Los británicos capturaron a Khalid en 1916 durante la Primera Guerra Mundial en la ciudad de Dar es Salaam desde donde lo exiliaron a las islas Seychelles y después a la isla de Santa Elena, antes de permitirle regresar a África Oriental en 1925, donde murió en Mombasa en el año 1927.

## Títulos
- 1874-1896, y después entre 1896-1927: Sayyid Khalid ibn Barghash.
- 25- 27 de agosto de 1896: Su Alteza el Sultán Sayyid Khalid ibn Barghash, sultán de Zanzíbar.